# سیاره ما
سیّارهٔ ما (به انگلیسی: Our Planet) یک مجموعه مستند طبیعت بریتانیایی است که توسط سیلوربک فیلمز برای نت‌فلیکس ساخته شده است. مجری این مجموعه دیوید اتنبرو و کارگردان آن آلستر فوردگل میباشد که آثاری مستند همچون سیاره زمین، سیاره یخ‌زده و سیاره آبی را برای بی‌بی‌سی با کمک صندوق جهانی طبیعت در کارنامه خود دارد.
این مجموعه مسائل زیستی مربوط به حیوانات متفاوت در مناطق مختلف مورد توجه قرار داده و توجه بیشتری به تاثیر مردم‌زاد نسبت به فیلم‌های سنتی طبیعت کرده است. این نخستین مجموعه مستند طبیعت نت‌فلیکس است که تا به حال ساخته شده است. تمام قسمت‌ها در تاریخ ۵ آوریل ۲۰۱۹ منتشر شدند. نت‌فلیکس گزارش داد که ۲۵ میلیون خانوار این مجموعه را تماشا کرده‌اند. مستند "سیاره ما" به خوبی هوشمندی حیات وحش را نشان می‌دهد.

## قسمت‌ها
این سریال مهم‌ترین زیستگاه‌های زمین را بررسی خواهد کرد، و زندگی‌ای را که هنوز از آنها پشتیبانی می‌کنند را جشن می‌گیرد. ما آن چیز را که برای آینده تضمین شده‌ای که انسان‌ها و طبیعت بتوانند در آن شکوفا شوند باید حفظ شود، فاش خواهیم کرد.— دیوید اتنبرو، "سیاره ما - قسمت اول (یک سیاره)"
| شم. | عنوان                     | تهیه کننده  | تاریخ پخش اصلی |
| --- | ------------------------- | ----------- | -------------- |
| 1 | «یک سیاره»                | آدام چپمن   | ۵ آوریل ۲۰۱۹   |
| شاهد تنوع نفس‌گیر این سیاره؛ از بمباران سخت اقیانوس توسط مرغ‌های دریایی تا دوری حیوانات وحشی از سگ‌های وحشی سرنگتی.                               |                           |             |                |
| 2 | «جهان‌های یخ زده»          | سوفی لنفیر  | ۵ آوریل ۲۰۱۹   |
| در مرز نابخشودنی گرمایش جهانی، خرس‌های قطبی شیر ماهی‌ها، خوک‌های دریایی و پنگوئن‌ها برای یافتن بهشت‌های یخی، خود را در معرض خطر قرار می‌دهند.        |                           |             |                |
| 3 | «درختزارها»               | هیو کوردی   | ۵ آوریل ۲۰۱۹   |
| درختزارها و جنگل‌های بارانی خانه‌ای برای انواع باور نکردنی گونه‌ها مانند پرندگان منقار دار، اورانگوتان‌های باهوش و مورچه‌های قابل توجه و بلند پرواز |                           |             |                |
| 4 | «دریاهای ساحلی»           | هیو پیرسون  | ۵ آوریل ۲۰۱۹   |
| از کوسه‌های مهیب تا توتیاهای دریایی پست، %90 از موجودات دریایی در آب‌های ساحلی زندگی می‌کنند. حفظ آن نبردی است که بشریت باید پیروز شود.           |                           |             |                |
| 5 | «از بیابانها تا چمنزارها» | آدام چپمن   | ۵ آوریل ۲۰۱۹   |
| دوربین‌ها فیل‌های در جستجوی معاش را دنبال می‌کنند، گاومیش کوهان‌دار چمنزارهای آمریکای شمالی و مونارک‌ها به خوبی روی زمین زندگی می‌کنند.              |                           |             |                |
| 6 | «دریاهای مرتفع»           | هیو پیرسون  | ۵ آوریل ۲۰۱۹   |
| جسارت در اقیانوس های عمیق، تاریک و ویرانگر که خانه‌ای برای وفور زیبایی‌ها هستند - کاملاً عجیب و غریب - موجودات                                    |                           |             |                |
| 7 | «آب شیرین»                | مندی استارک | ۵ آوریل ۲۰۱۹   |
| نیاز به آب شیرین مانند همیشه قوی است. با این حال ، عرضه برای همه نوع گونه ها غیرقابل پیش بینی است.                                             |                           |             |                |
| 8 | «جنگل‌ها»                  | جف ویلسون   | ۵ آوریل ۲۰۱۹   |
| بررسی همزیستی که بین طیف گسترده ساکنان جنگل‌ها وجود دارد، از جمله عقاب‌های سر سفید، سگ‌های شکاری و ببرهای سیبری.                                  |                           |             |                |

یک قسمت یک ساعته با عنوان "سیاره ما - پشت صحنه" درباره پروژه زیر ویدیوهای اضافه (Additional Videos) در نت‌فلیکس قابل دسترسی است.

## موسیقی متن
موسیقی متن سیاره ما با تلفیقی از موسیقی حادثه‌ای که مخصوص این مستند ساخته شده‌است، منتشر شد. آهنگ تم با عنوان "با هم در این"، با همکاری خواننده و آهنگساز بریتانیایی، الی گولدینگ ساخته شده‌است.
| \| شماره \| نام \| نام قسمت \| مدت \| \| ---------- \| ------------------------------ \| ------------------------- \| ------ \| \| ۱. \| «This Is Our Planet» \| "یک سیاره" \| ۳:۴۳ \| \| ۲. \| «The Numbers Build» \| "دریاهای مرتفع" \| ۵:۰۴ \| \| ۳. \| «They Work As A Team» \| "جهان‌های یخ زده" \| ۳:۴۱ \| \| ۴. \| «The Importance of This River» \| "آب شیرین" \| ۲:۴۰ \| \| ۵. \| «An Ingenious Technique» \| "دریاهای ساحلی" \| ۲:۴۹ \| \| ۶. \| «The Ocean Returns the Favour» \| "از بیابانها تا چمنزارها" \| ۲:۲۰ \| \| ۷. \| «Baby Blue» \| "دریاهای مرتفع" \| ۴:۵۱ \| \| ۸. \| «Regeneration» \| "جنگل‌ها" \| ۱:۵۱ \| \| ۹. \| «An Unknown Signal» \| "یک سیاره" \| ۵:۰۸ \| \| ۱۰. \| «Too Big to Argue With» \| "درختزارها" \| ۵:۳۵ \| \| ۱۱. \| «Frozen Worlds» \| "جهان‌های یخ زده" \| ۳:۲۶ \| \| ۱۲. \| «Mayflies» \| "آب شیرین" \| ۳:۰۸ \| \| ۱۳. \| «Great Rolling Waves» \| "دریاهای ساحلی" \| ۶:۳۶ \| \| ۱۴. \| «Crucial to Their Survival» \| "درختزارها" \| ۷:۲۵ \| \| ۱۵. \| «Every Year There Are Others» \| "جنگل‌ها" \| ۲:۴۸ \| \| ۱۶. \| «Where Life Gathers» \| "یک سیاره" \| ۳:۲۰ \| \| ۱۷. \| «The Perfect Gift» \| "جهان‌های یخ زده" \| ۲:۵۳ \| \| ۱۸. \| «The Oceans Belong to Us All» \| "دریاهای مرتفع" \| ۶:۱۹ \| \| ۱۹. \| «Deserts and Grasslands» \| "از بیابانها تا چمنزارها" \| ۲:۵۶ \| \| ۲۰. \| «The Mighty Mekong» \| "آب شیرین" \| ۲:۰۱ \| \| ۲۱. \| «Corals» \| "دریاهای ساحلی" \| ۲:۱۷ \| \| ۲۲. \| «Leaf Cutters» \| "درختزارها" \| ۱:۱۸ \| \| ۲۳. \| «Chernobyl» \| "جنگل‌ها" \| ۷:۰۳ \| \| ۲۴. \| «Into the Woodlands» \| "یک سیاره" \| ۴:۳۵ \| \| ۲۵. \| «Signature Moves» \| "یک سیاره" \| ۲:۳۵ \| \| ۲۶. \| «Every Other Breath You Take» \| "دریاهای مرتفع" \| ۴:۲۱ \| \| ۲۷. \| «Arctic Refugees» \| "جهان‌های یخ زده" \| ۶:۳۸ \| \| ۲۸. \| «A Sudden Turn» \| "دریاهای مرتفع" \| ۲:۱۱ \| \| ۲۹. \| «A Nest of Bubbles» \| "آب شیرین" \| ۱:۵۶ \| \| ۳۰. \| «He Wins Her Approval» \| "درختزارها" \| ۱:۴۲ \| \| ۳۱. \| «Majestic Submarine Forests» \| "دریاهای ساحلی" \| ۲:۲۸ \| \| ۳۲. \| «They Came Back» \| "از بیابانها تا چمنزارها" \| ۲:۳۳ \| \| ۳۳. \| «We Must Preserve What’s Left» \| "درختزارها" \| ۲:۲۸ \| \| ۳۴. \| «Ice Caves» \| "آب شیرین" \| ۲:۲۶ \| \| ۳۵. \| «Mythical Creatures Follow» \| "جهان‌های یخ زده" \| ۳:۳۱ \| \| ۳۶. \| «They Have Come to a Desert» \| "از بیابانها تا چمنزارها" \| ۱:۴۱ \| \| ۳۷. \| «This Glacial Ice» \| "یک سیاره" \| ۷:۴۲ \| \| ۳۸. \| «A Greater Resilience» \| "دریاهای ساحلی" \| ۴:۰۲ \| \| ۳۹. \| «The Next Twenty Years» \| "یک سیاره" \| ۱:۴۱ \| \| ۴۰. \| «In This Together» \| همراه با الی گولدینگ \| ۴:۴۳ \| \| مجموع مدت: \| مجموع مدت: \| مجموع مدت: \| ۱۲۰:۲۶ \| |                                |                           |        |
| شماره | نام                            | نام قسمت                  | مدت    |
| ۱. | «This Is Our Planet»           | "یک سیاره"                | ۳:۴۳   |
| ۲. | «The Numbers Build»            | "دریاهای مرتفع"           | ۵:۰۴   |
| ۳. | «They Work As A Team»          | "جهان‌های یخ زده"          | ۳:۴۱   |
| ۴. | «The Importance of This River» | "آب شیرین"                | ۲:۴۰   |
| ۵. | «An Ingenious Technique»       | "دریاهای ساحلی"           | ۲:۴۹   |
| ۶. | «The Ocean Returns the Favour» | "از بیابانها تا چمنزارها" | ۲:۲۰   |
| ۷. | «Baby Blue»                    | "دریاهای مرتفع"           | ۴:۵۱   |
| ۸. | «Regeneration»                 | "جنگل‌ها"                  | ۱:۵۱   |
| ۹. | «An Unknown Signal»            | "یک سیاره"                | ۵:۰۸   |
| ۱۰. | «Too Big to Argue With»        | "درختزارها"               | ۵:۳۵   |
| ۱۱. | «Frozen Worlds»                | "جهان‌های یخ زده"          | ۳:۲۶   |
| ۱۲. | «Mayflies»                     | "آب شیرین"                | ۳:۰۸   |
| ۱۳. | «Great Rolling Waves»          | "دریاهای ساحلی"           | ۶:۳۶   |
| ۱۴. | «Crucial to Their Survival»    | "درختزارها"               | ۷:۲۵   |
| ۱۵. | «Every Year There Are Others»  | "جنگل‌ها"                  | ۲:۴۸   |
| ۱۶. | «Where Life Gathers»           | "یک سیاره"                | ۳:۲۰   |
| ۱۷. | «The Perfect Gift»             | "جهان‌های یخ زده"          | ۲:۵۳   |
| ۱۸. | «The Oceans Belong to Us All»  | "دریاهای مرتفع"           | ۶:۱۹   |
| ۱۹. | «Deserts and Grasslands»       | "از بیابانها تا چمنزارها" | ۲:۵۶   |
| ۲۰. | «The Mighty Mekong»            | "آب شیرین"                | ۲:۰۱   |
| ۲۱. | «Corals»                       | "دریاهای ساحلی"           | ۲:۱۷   |
| ۲۲. | «Leaf Cutters»                 | "درختزارها"               | ۱:۱۸   |
| ۲۳. | «Chernobyl»                    | "جنگل‌ها"                  | ۷:۰۳   |
| ۲۴. | «Into the Woodlands»           | "یک سیاره"                | ۴:۳۵   |
| ۲۵. | «Signature Moves»              | "یک سیاره"                | ۲:۳۵   |
| ۲۶. | «Every Other Breath You Take»  | "دریاهای مرتفع"           | ۴:۲۱   |
| ۲۷. | «Arctic Refugees»              | "جهان‌های یخ زده"          | ۶:۳۸   |
| ۲۸. | «A Sudden Turn»                | "دریاهای مرتفع"           | ۲:۱۱   |
| ۲۹. | «A Nest of Bubbles»            | "آب شیرین"                | ۱:۵۶   |
| ۳۰. | «He Wins Her Approval»         | "درختزارها"               | ۱:۴۲   |
| ۳۱. | «Majestic Submarine Forests»   | "دریاهای ساحلی"           | ۲:۲۸   |
| ۳۲. | «They Came Back»               | "از بیابانها تا چمنزارها" | ۲:۳۳   |
| ۳۳. | «We Must Preserve What’s Left» | "درختزارها"               | ۲:۲۸   |
| ۳۴. | «Ice Caves»                    | "آب شیرین"                | ۲:۲۶   |
| ۳۵. | «Mythical Creatures Follow»    | "جهان‌های یخ زده"          | ۳:۳۱   |
| ۳۶. | «They Have Come to a Desert»   | "از بیابانها تا چمنزارها" | ۱:۴۱   |
| ۳۷. | «This Glacial Ice»             | "یک سیاره"                | ۷:۴۲   |
| ۳۸. | «A Greater Resilience»         | "دریاهای ساحلی"           | ۴:۰۲   |
| ۳۹. | «The Next Twenty Years»        | "یک سیاره"                | ۱:۴۱   |
| ۴۰. | «In This Together»             | همراه با الی گولدینگ      | ۴:۴۳   |
| مجموع مدت: | مجموع مدت:                     | مجموع مدت:                | ۱۲۰:۲۶ |

## پخش در ایران
فصل اول مستند "سیاره ما" برای نخستین بار در ایران در خرداد سال 1398 از شبکه مستند پخش شد. راوی این مجموعه مستند در پخش این شبکه، استاد اکبر منانی بود. مستند "سیاره ما" هر یکشنبه شب، ساعت 23:00 به وقت تهران از شبکه مستند پخش می‌شد.